# Liste der Monuments historiques in Montceaux-lès-Vaudes
Die Liste der Monuments historiques in Montceaux-lès-Vaudes führt die Monuments historiques in der französischen Gemeinde Montceaux-lès-Vaudes auf.

## Liste der Objekte
| Bezeichnung                 | Beschreibung                                      | Standort                     | Kennzeichnung | Schutzstatus | Datum | Bild |
| --------------------------- | ------------------------------------------------- | ---------------------------- | ------------- | ------------ | ----- | ---- |
| Adlerpult                   | Eichenholz, 1528                                  | in der Kirche St-Syre (Lage) | PM10001251    | Classé       | 1913  |      |
| Skulptur Heiliger Eligius   | Kalkstein, farbig gefasst, 16. Jahrhundert        | in der Kirche St-Syre (Lage) | PM10003194    | Classé       | 1913  |      |
| Skulptur Heilige Barbara    | Holz, farbig gefasst, 16. Jahrhundert             | in der Kirche St-Syre (Lage) | PM10001249    | Classé       | 1913  |      |
| Skulptur Heiliger Eutropius | Holz, farbig gefasst, Anfang des 16. Jahrhunderts | in der Kirche St-Syre (Lage) | PM10001248    | Classé       | 1913  |      |
| Skulptur Heilige Regina     | Kalkstein, farbig gefasst, 16. Jahrhundert        | in der Kirche St-Syre (Lage) | PM10001250    | Classé       | 1913  |      |
| Kirchenfenster              | aus dem 16. Jahrhundert                           | in der Kirche St-Syre (Lage) | PM10001247    | Classé       | 1908  |      |